# (22354) Sposetti
(22354) Sposetti (1992 UR8) – planetoida z pasa głównego asteroid okrążająca Słońce w ciągu 3,56 lat w średniej odległości 2,33 j.a. Odkryta 31 października 1992 roku.